# 작전계획 5030
작전계획 5030은 2003년 5월 조지 W. 부시 정권 때 만들어진 북한의 침략시 한미연합군의 대응 작전계획이다. 일반에 흔히 알려진 작전계획 5027과는 달리, 작전계획 5030은 의도적으로 북한군을 자극하여 김정은이 가지고 있는 북한군부에 대한 영향력과 통제력을 악화시키기 위해 만들어진 작전계획이다.